# Ctenognophos obtectaria
Ctenognophos obtectaria är en fjärilsart som beskrevs av Francis Walker 1866.
Ctenognophos obtectaria ingår i släktet Ctenognophos och familjen mätare. Inga underarter finns listade i Catalogue of Life.